# Elsenburg (Maarssen)
Elsenburg was een buitenplaats langs de rivier de Vecht bij het Nederlandse dorp Maarssen.

## Geschiedenis
Elsenburg werd gesticht door Jacob Burggraaf in 1637. Het hoofdgebouw kreeg een ontwerp van Philips Vingboons en het werd omringd door tuinen. In bredere zin kwam het te liggen tussen de buitenplaatsen Doornburgh en Goudestein. Vermoedelijk ontwierp Daniël Marot na 1684 een speelhuis voor de buitenplaats. In 1812 is het hoofdgebouw gesloopt waarna grond aan de naastgelegen buitenplaats Doornburgh is toegevoegd. Qua bouwwerken is een 18e-eeuws boothuis van de buitenplaats overgebleven.
D. Stopendaal en J.H. Isings maakten afbeeldingen van de buitenplaats.